# Apanteles moerens
Apanteles moerens är en stekelart som beskrevs av Nixon 1965. Apanteles moerens ingår i släktet Apanteles och familjen bracksteklar. Inga underarter finns listade i Catalogue of Life.